# Đánh bắt cá quá mức

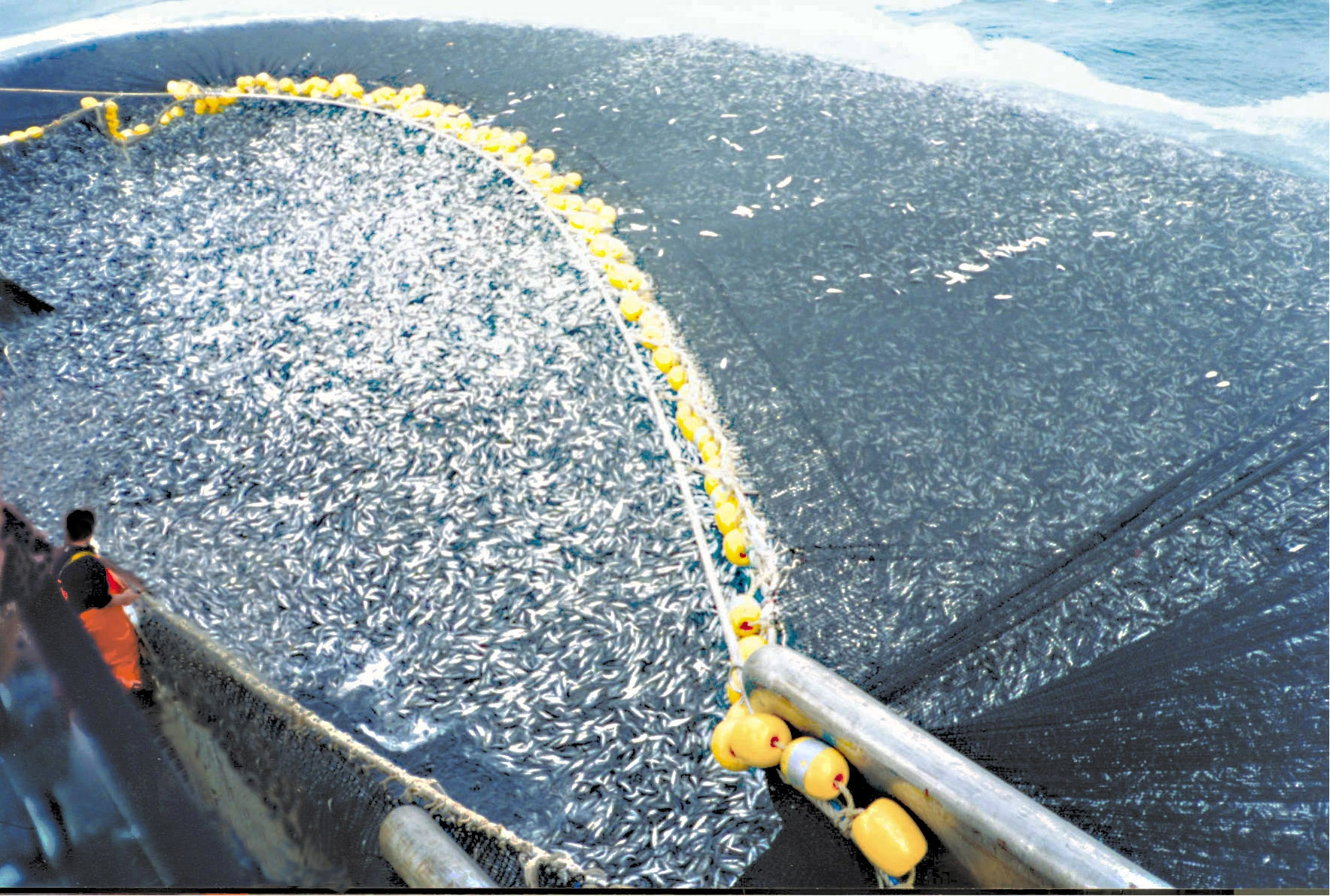

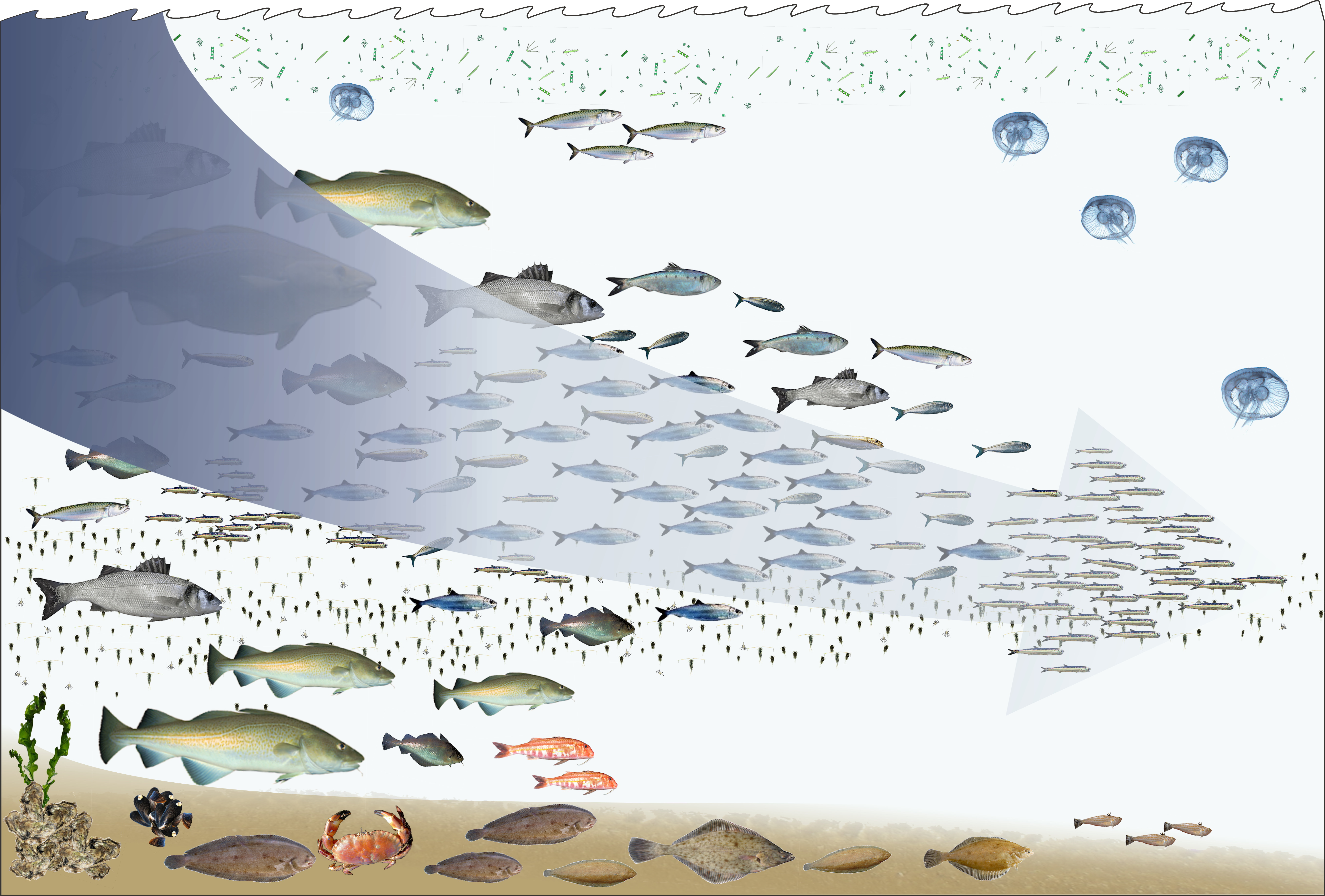
Câu cá dưới lưới thức ăn

Đánh bắt cá quá mức là việc loại bỏ một loài cá ra khỏi vùng nước với tốc độ mà loài đó không thể sinh sản tiếp tục, dẫn đến những loài đó trở nên thiếu số lượng  trong khu vực đó. Trong báo cáo năm 2018 của Tổ chức Nông lương Liên hợp quốc, FAO ước tính rằng một phần ba trữ lượng cá thế giới đã bị đánh bắt quá mức vào năm 2015. Hơn 30 tỷ euro trợ cấp công được chuyển đến ngành thủy sản hàng năm.
Đánh bắt cá quá mức có thể xảy ra ở các vùng nước ở mọi quy mô, chẳng hạn như ao, sông, hồ hoặc đại dương, và có thể dẫn đến cạn kiệt tài nguyên, giảm tốc độ tăng trưởng sinh học và mức sinh khối thấp. Việc đánh bắt cá quá mức và liên tục có thể dẫn đến sự phụ thuộc nghiêm trọng, nơi quần thể cá không còn khả năng tự duy trì nòi giống. Có một số hình thức đánh bắt cá quá mức, chẳng hạn như đánh bắt quá mức cá mập, điều đó đã dẫn đến sự đảo lộn của toàn bộ hệ sinh thái biển.
Khả năng phục hồi của loài cá sau đánh bắt quá mức phụ thuộc vào điều kiện của hệ sinh thái có phù hợp để phục hồi hay không. Những thay đổi mạnh mẽ về thành phần loài có thể dẫn đến sự thay đổi hệ sinh thái, trong đó, các dòng năng lượng cân bằng  liên quan đến các thành phần loài đối địch khiến những thành phần đã có trước khi nguồn cá ban đầu cạn kiệt. Ví dụ, một khi cá hồi bị đánh bắt quá mức, cá chép có thể tiếp quản theo cách khiến cá hồi không thể thiết lập lại quần thể sinh sản.

## Quy mô toàn cầu

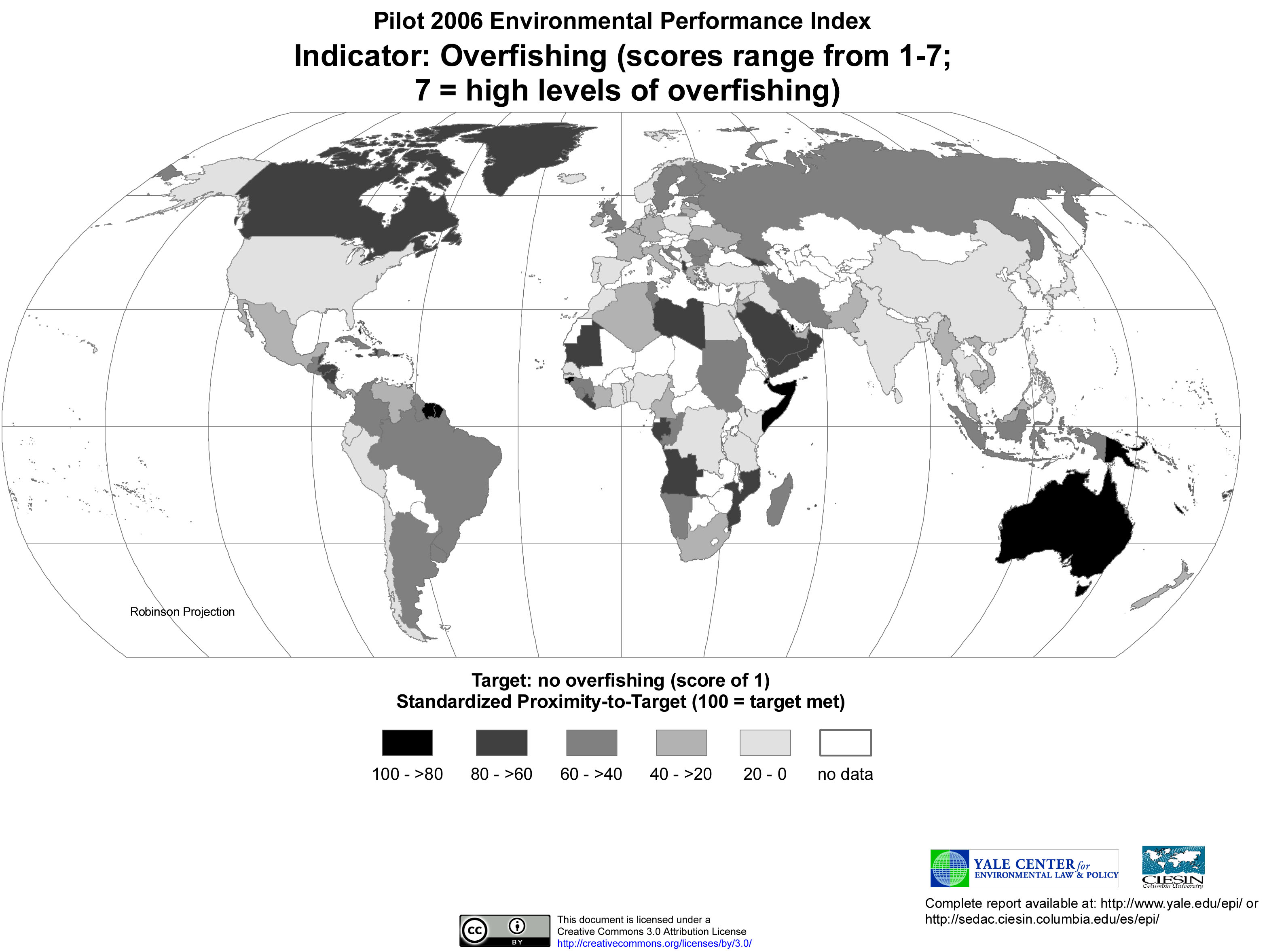
Điểm đánh cá quá mức từ 1-7; 7 = mức đánh bắt quá mức cao nhất

Đánh bắt cá quá mức đã tước đi nguồn dự trữ của nhiều ngư dân trên thế giới. Tổ chức Nông lương Liên hợp quốc ước tính trong một báo cáo rằng năm 2018, 33,1% trữ lượng cá thế giới sẽ bị đánh bắt quá mức. Việc đánh bắt cá quá mức một cách trầm trọng đã được quan sát thấy trong thời kỳ tiền công nghiệp. Đặc biệt, việc đánh bắt cá quá mức ở tây Đại Tây Dương từ những ngày đầu tiên thuộc địa hóa châu Mỹ của người châu Âu đã được ghi nhận rõ ràng.
Tỷ lệ trữ lượng cá nằm trong mức bền vững về mặt sinh học có xu hướng giảm dần theo từng năm, từ năm 1974 đến năm 2015, 90% đã giảm xuống còn 66,9%. Ngược lại, tỷ lệ đàn được đánh bắt ở mức độ không bền vững về mặt sinh học tăng từ năm 1974 đến năm 2015, tăng từ 10% lên  33,1%, với mức tăng lớn nhất vào cuối những năm 1970 và 1980.
Trong năm 2015, trữ lượng khai thác tối đa bền vững (trước đây gọi là trữ lượng đánh bắt hoàn toàn) chiếm 59,9% và trữ lượng đánh giá thấp hơn chiếm 7% tổng số trữ lượng được đánh giá. Trong khi tỷ trọng trữ lượng đánh bắt kém liên tục giảm từ năm 1974 đến năm 2015, thì trữ lượng đánh bắt bền vững tối đa giảm từ năm 1974 đến năm 1989, và sau đó tăng lên 59,9% vào năm 2015.
Năm 2015, trong số 16 khu vực thống kê chính, Địa Trung Hải và Biển Đen có tỷ lệ tồn kho không bền vững cao nhất (62,2%), theo sát là Đông Nam Thái Bình Dương 61,5% và Tây Nam Đại Tây Dương với tỉ lệ là 58,8%. Ngược lại, Đông Trung Thái Bình Dương, Đông Bắc Thái Bình Dương (Khu vực 67), Tây Bắc Thái Bình Dương (Khu vực 61), Tây Trung Thái Bình Dương và Tây Nam Thái Bình Dương có tỷ trọng thấp nhất (13 đến 17%) trữ lượng cá ở mức độ không bền vững về mặt sinh học.
Daniel Pauly, một nhà khoa học thủy sản nổi tiếng với công trình tiên phong về tác động của con người đối với nghề cá toàn cầu, đã nhận xét:
Chúng ta như là đang sử dụng quân đội của mình để chiến đấu với các loài động vật trong đại dương. Chúng ta đang từng bước chiến thắng trong cuộc chiến này và  tiêu diệt chúng. Và khi chứng kiến sự hủy diệt này xảy ra, thực sự không có gì - không vì lý do gì - điều đó khiến bạn hơi bực bội. Thật kỳ lạ, những tác động này đều có thể đảo ngược, tất cả những động vật đã biến mất sẽ xuất hiện trở lại, tất cả những động vật nhỏ sẽ lớn lên, tất cả các mối quan hệ mà bạn không thể nhìn thấy nữa sẽ tự thiết lập lại, và hệ thống sẽ tái lập hiện ra.

## Chứng cớ
Ví dụ về đánh bắt cá quá mức tồn tại ở các khu vực như Biển Bắc, Grand Banks của Newfoundland và Biển Hoa Đông. Ở những địa điểm này, việc đánh bắt cá quá mức không chỉ gây hại cho nguồn cá mà còn đặc biệt tổn hại đến cho những cộng đồng ngư dân sống dựa vào vụ thu hoạch. Giống như các ngành công nghiệp khai thác khác như lâm nghiệp và săn bắn, thủy sản dễ bị ảnh hưởng bởi sự tương tác kinh tế giữa quyền sở hữu hoặc quản lý và tính bền vững, hay còn được gọi là thảm kịch của các công ty. 

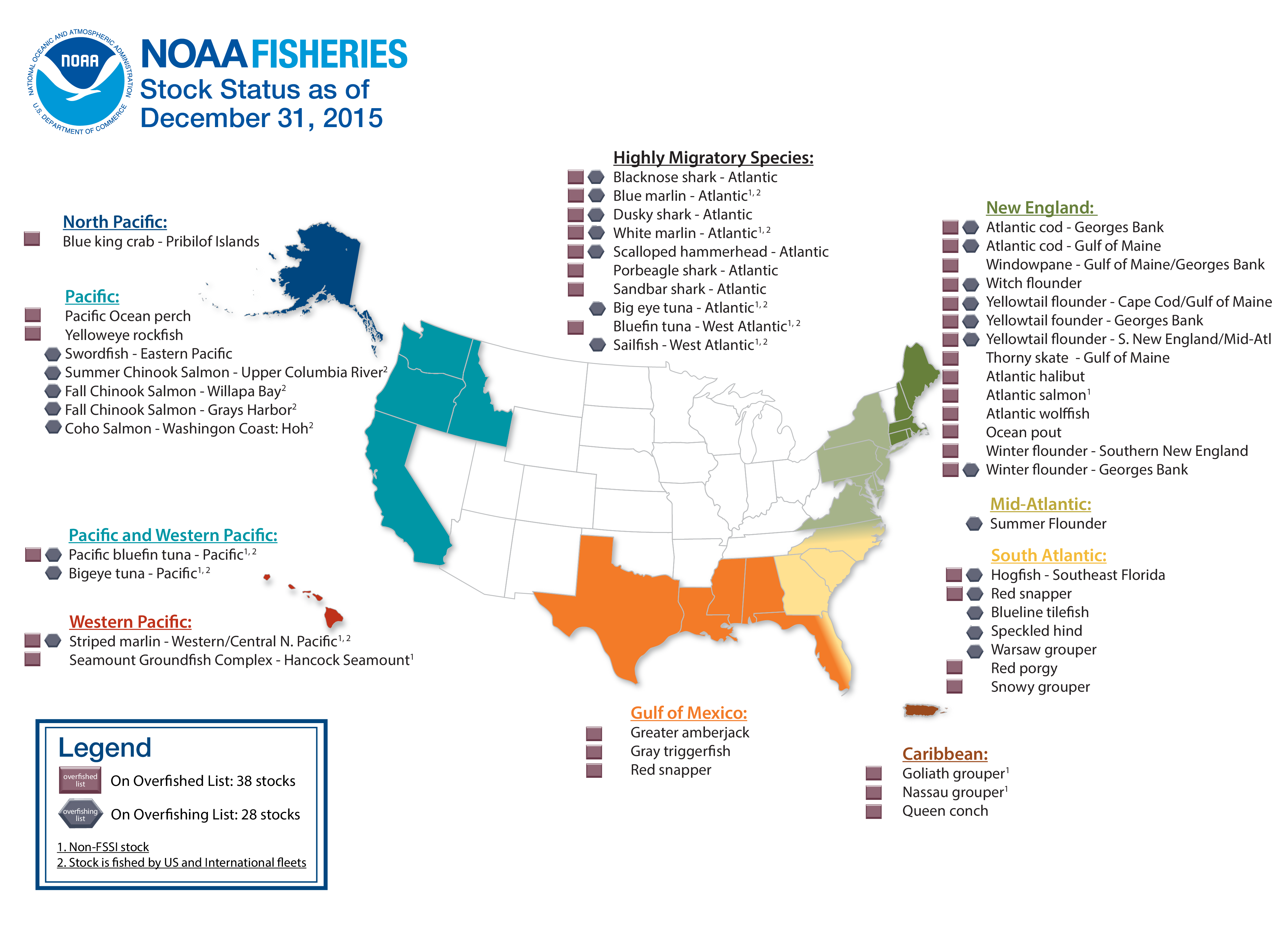
Cổ phiếu Mỹ được đánh giá cao, 2015

- Việc đánh bắt cá cơm ven biển của Peru bị rơi vào những năm 1970 sau khi đánh bắt một cách quá mức và một mùa El Niño [10] đã làm cạn kiệt phần lớn cá cơm từ vùng biển của nó.[11][12] Cá cơm là một trong những nguồn tài nguyên thiên nhiên chính ở Peru; trên thực tế, chỉ riêng năm 1971 đã sản xuất 10,2 triệu tấn cá cơm. Tuy nhiên, 5 năm sau đó, lượng đánh bắt của hạm đội Peru chỉ đạt khoảng 4 triệu tấn.  Đây là một tổn thất lớn đối với nền kinh tế Peru.
- Sự sụp đổ của ngành đánh bắt cá tuyết ngoài khơi Newfoundland,[13] và quyết định năm 1992 của Canada là áp đặt lệnh cấm vô thời hạn đối với Grand Banks,  đây là một ví dụ ấn tượng về hậu quả của việc đánh bắt quá mức.[14]
- Theo Kế hoạch Hành động Đa dạng Sinh học chính thức của chính phủ Anh, nghề cá duy nhất ở Biển Ailen, eo biển phía Tây nước Anh và các địa điểm khác đã bị đánh bắt quá mức đến mức sụp đổ ảo. Vương quốc Anh đã tạo ra các yếu tố trong kế hoạch này để cố gắng khôi phục ngành đánh bắt thủy sản, nhưng dân số toàn cầu ngày càng mở rộng và nhu cầu về cá ngày càng mở rộng đã đến mức mà nhu cầu thực phẩm đe dọa sự ổn định của nghề cá này, nếu không muốn nói là sự sống còn của loài.[15]
- Nhiều loài cá biển sâu đang gặp rủi ro, chẳng hạn như cá nhám da cam và cá sablefish. Biển sâu gần như tối hoàn toàn, gần như đóng băng và có rất ít thức ăn. Cá biển sâu chậm lớn vì thức ăn của chúng hạn chế, loài cá này trao đổi chất chậm, tỷ lệ sinh sản thấp, nhiều con không đạt được tiêu chuẩn sinh sản trong 30 đến 40 năm. Một miếng thịt phi lê màu cam nhám ở cửa hàng có lẽ ít nhất đã 50 năm tuổi. Hầu hết cá biển sâu đều ở vùng biển quốc tế, nơi không có biện pháp bảo vệ hợp pháp. Hầu hết những con cá này được đánh bắt bởi những người đánh lưới sâu gần các vỉa, nơi chúng tụ tập để kiếm thức ăn. Đóng băng chớp nhoáng cho phép những người đánh cá làm việc trong nhiều ngày liền và các máy soi cá hiện đại nhắm mục tiêu cá một cách dễ dàng.[16]
- Cá ngựa xanh đã tuyệt chủng ở Great Lakes vào những năm 1980. Cho đến giữa thế kỷ 20, cá walleye là một loài cá có giá trị thương mại, với khoảng nửa triệu tấn đã được cập bến trong khoảng thời gian từ khoảng 1880 đến cuối những năm 1950, khi các quần thể suy giảm, rõ ràng là do sự kết hợp của việc đánh bắt cá quá mức, hiện tượng sinh dưỡng do con người gây ra., và cạnh tranh với mùi cầu vồng được giới thiệu.
- Quỹ Tự nhiên Thế giới và Hiệp hội Động vật học Luân Đôn đã cùng phát hành "Báo cáo Hành tinh Xanh sống" của họ vào ngày 16 tháng 9 năm 2015, trong đó tuyên bố rằng nguồn dự trữ trên toàn thế giới của các loài cá thuộc họ scombridae quan trọng như cá thu, cá ngừ và bonitos giữa năm 1970 và 2010, và tổng thể toàn cầu "quần thể của các động vật có vú, chim, bò sát, lưỡng cư và cá đã giảm một nửa trung bình chỉ trong vòng 40 năm." [17]
- Việc đánh bắt quá mức loài cá ngừ vây xanh Thái Bình Dương thuộc loại cực kỳ nguy cấp đã khiến một số ít vẫn bị đánh bắt bán với giá cao ngất ngưởng. Vào tháng 1 năm 2019, một con cá ngừ nặng 278 kg (612 pound) được bán với giá 333,6 triệu Yên, tương đương hơn 3 triệu USD, 4.900 USD / pound và tương đương 69.523.500.000,00 VND. Những người đánh cá, bị che mờ mắt bởi giá trị cao của cá nên đã sử dụng các kỹ thuật phi thường để đánh bắt chúng, khiến quần thể trên bờ vực sụp đổ.[18]

### Trong quản lý
Một số quốc gia hiện đang quản lý hiệu quả nghề cá của họ. Ví dụ bao gồm Iceland và New Zealand. Hoa Kỳ đã biến nhiều ngành đánh bắt của mình từ tình trạng cạn kiệt.

## Kết quả

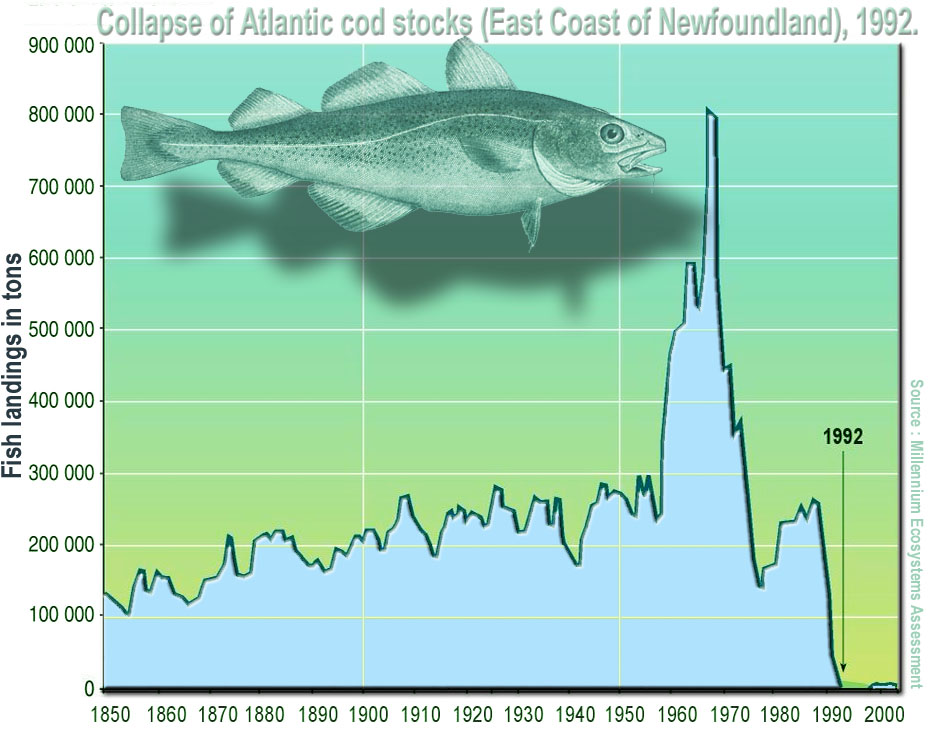
Các kho dự trữ cá tuyết Đại Tây Dương bị đánh bắt quá mức trong những năm 1970 và 1980, dẫn đến sự sụp đổ đột ngột vào năm 1992

Theo một báo cáo trong năm 2008 của Liên Hợp Quốc, các đội tàu đánh cá trên thế giới đang thiệt hại 50 tỷ USD mỗi năm do nguồn dự trữ cạn kiệt và quản lý nghề cá kém. Báo cáo do Ngân hàng Thế giới và Tổ chức Nông lương Liên hợp quốc (FAO) phối hợp thực hiện khẳng định rằng một nửa đội tàu đánh cá trên thế giới có thể bị loại bỏ mà không thay đổi sản lượng khai thác. Ngoài ra, sinh khối của trữ lượng cá toàn cầu đã được đạt mức cạn kiệt đến mức không thể đánh bắt được nữa. Tỷ lệ mắc bệnh sán máng ở châu Phi gia tăng có liên quan đến sự suy giảm các loài cá ăn ốc sên mang ký sinh trùng gây bệnh. Sự phát triển ồ ạt của các quần thể sứa đe dọa nguồn cá, vì chúng cạnh tranh thức ăn với cá, ăn trứng cá và đầu độc hoặc bầy đàn cá, và có thể tồn tại trong môi trường thiếu oxy mà cá không thể; sứa đã tàn phá lớn đối với nghề cá thương mại. Đánh bắt cá quá mức là loại bỏ một đối thủ cạnh tranh và động vật ăn thịt chính của sứa, làm trầm trọng thêm sự bùng nổ dân số sứa. Không những vậy, cả biến đổi khí hậu và tái cấu trúc hệ sinh thái đều còn là những nguyên nhân đóng vai trò quan trọng trong việc gia tăng số lượng sứa ở biển Ireland những năm 1990.

Theo Báo cáo Đánh giá Toàn cầu về Đa dạng Sinh học và Dịch vụ Hệ sinh thái năm 2019 được xuất bản bởi Nền tảng Chính sách-Khoa học Liên Chính phủ về Đa dạng Sinh học và Dịch vụ Hệ sinh thái, đánh bắt cá quá mức là nguyên nhân chính dẫn đến sự tuyệt chủng hàng loạt của các loài ở các đại dương trên thế giới.

## Các loại
Có ba loại đánh bắt cá quá mức mà sinh học được công nhận: đánh bắt cá quá mức tăng trưởng, đánh bắt cá quá mức tuyển dụng và đánh bắt cá quá mức hệ sinh thái.

### Đánh bắt cá quá mức tăng trưởng

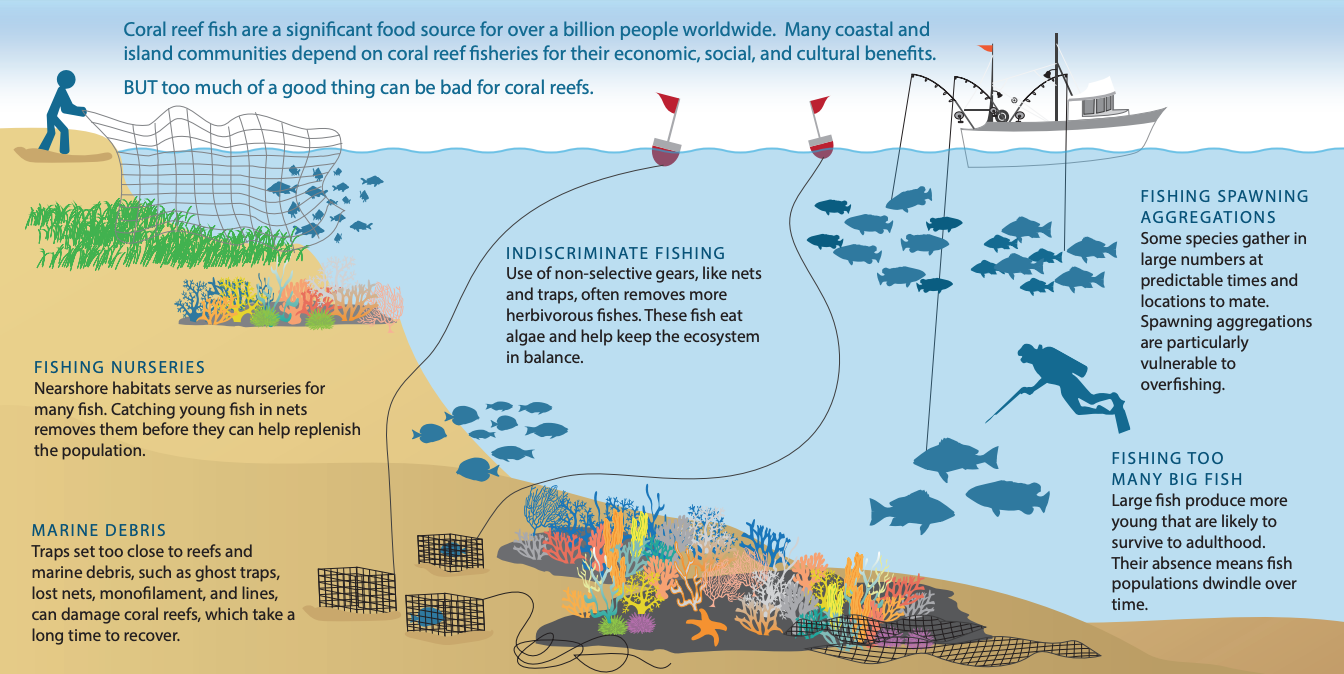
Đánh bắt cá quá mức có thể làm cạn kiệt các loài rạn san hô chính và phá hủy môi trường sống của san hô. Cá rạn san hô là nguồn thực phẩm quan trọng cho hơn một tỷ người trên toàn thế giới.

Đánh bắt cá quá mức tăng trưởng xảy ra khi cá được thu hoạch ở kích thước trung bình nhỏ hơn kích thước sẽ tạo ra năng suất tối đa trên mỗi lần tuyển. Người tuyển dụng là một cá nhân đạt đến độ tuổi trưởng thành hoặc đạt đến giới hạn quy định của nghề cá, thường là ngoại  hoặc độ tuổi. Điều này làm cho tổng sản lượng thấp hơn nếu cá được phép phát triển đến kích thước thích hợp. Nó có thể được chống lại bằng cách giảm tỷ lệ tử vong do đánh bắt cá xuống mức thấp hơn và tăng kích thước trung bình của cá thu hoạch đến kích thước cho phép năng suất tối đa trên mỗi lần tuyển.

### Tuyển dụng đánh bắt quá mức
Đánh bắt quá mức xảy ra khi quần thể trưởng thành đã trưởng thành (sinh khối sinh sản) bị cạn kiệt đến mức không còn khả năng sinh sản để tự duy trì nòi giống — không có đủ con trưởng thành để tạo ra con cái. Tăng sinh khối đàn cá đẻ đến mức mục tiêu là biện pháp được các nhà quản lý thực hiện để khôi phục quần thể bị đánh bắt quá mức về mức bền vững. Điều này thường được thực hiện bằng cách đặt các đơn nguyên, hạn ngạch và giới hạn kích thước tối thiểu trên một quần thể cá.

### Đánh bắt quá mức hệ sinh thái
Đánh bắt quá mức hệ sinh thái xảy ra khi sự cân bằng của hệ sinh thái bị thay đổi do đánh bắt cá quá mức. Với sự suy giảm về mặt phong phú của các loài săn mồi lớn, sự phong phú của các loại thức ăn thô xanh gia tăng gây ra sự thay đổi cân bằng của hệ sinh thái đối với các loài cá nhỏ hơn.

## Mức chấp nhận được
Khái niệm đánh bắt quá mức bản lề về "mức độ chấp nhận được" của hoạt động đánh bắt. Các thuật ngữ kinh tế sinh học và sinh học chính xác hơn xác định mức chấp nhận được như sau:
- Đánh bắt quá mức sinh học xảy ra khi tỷ lệ chết của cá đã đạt đến mức mà sinh khối trong đàn có tăng trưởng cận biên âm (tốc độ tăng sinh khối giảm), như được biểu thị bằng vùng màu đỏ trong hình. (Cá được đưa lên khỏi mặt nước quá nhanh nên việc bổ sung đàn bằng cách sinh sản bị chậm lại. Nếu sự bổ sung tiếp tục giảm trong thời gian đủ lâu, việc bổ sung sẽ đi ngược lại và dân số sẽ giảm.) [30]
- Đánh bắt quá mức kinh tế hoặc kinh tế sinh học cũng xem xét chi phí đánh bắt khi xác định sản lượng đánh bắt được. Theo khuôn khổ này, một nghề đánh bắt được coi là bị đánh bắt quá mức khi sản lượng đánh bắt vượt quá sản lượng kinh tế tối đa khi giá thuê tài nguyên ở mức tối đa. Cá bị loại bỏ khỏi nghề đánh bắt nhanh chóng đến mức lợi nhuận của nghề đánh bắt là dưới mức tối ưu. Một định nghĩa năng động hơn về đánh bắt quá mức kinh tế cũng xem xét giá trị hiện tại của nghề cá bằng cách sử dụng tỷ lệ chiết khấu có liên quan để tối đa hóa dòng tiền thuê tài nguyên trên tất cả các sản phẩm đánh bắt trong tương lai.    [ <span title="This claim needs references to reliable sources. (May 2012)">cần dẫn nguồn</span> ][ <span title="This claim needs references to reliable sources. (May 2012)">cần dẫn nguồn</span> ]

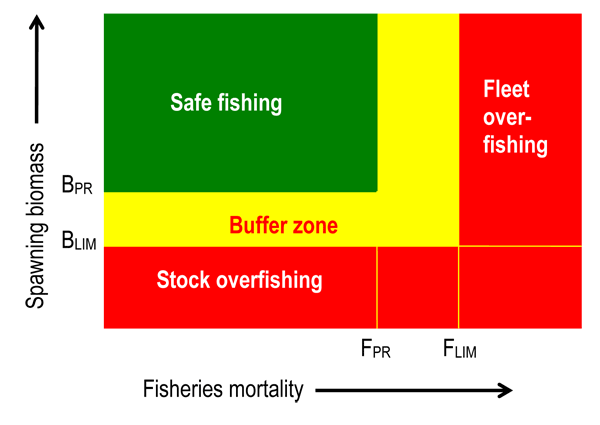
Công ước về màu Đèn giao thông, thể hiện khái niệm về Quy tắc Kiểm soát Thu hoạch (HCR), chỉ rõ khi nào thì bắt buộc phải có kế hoạch xây dựng lại về các điểm tham chiếu phòng ngừa và giới hạn đối với sinh khối sinh sản và tỷ lệ tử vong do đánh bắt.

### Quy tắc kiểm soát thu hoạch
Một mô hình được đề xuất vào năm 2010 để dự đoán mức độ đánh bắt có thể chấp nhận được là Quy tắc Kiểm soát Thu hoạch (HCR), là một tập hợp các công cụ và giao thức mà ban quản lý có một số quyền kiểm soát trực tiếp tỷ lệ thu hoạch và chiến lược liên quan đến dự đoán tình trạng trữ lượng, và lợi tức bền vững tối đa trong dài hạn. Đánh bắt liên tục và tỷ lệ chết do đánh bắt liên tục là hai loại quy tắc kiểm soát thu hoạch đơn giản.

### Định hướng đầu vào và đầu ra
Năng lực đánh bắt cũng có thể được xác định bằng cách sử dụng định hướng đầu vào hoặc đầu ra.
- Năng lực đánh bắt định hướng đầu vào được định nghĩa là lượng vốn khả dụng tối đa trong nghề cá được sử dụng đầy đủ với hiệu quả kỹ thuật tối đa trong một khoảng thời gian nhất định, tùy theo điều kiện tài nguyên và thị trường.[33]
- Năng lực đánh bắt định hướng đầu ra được định nghĩa là sản lượng đánh bắt tối đa mà một tàu (đội tàu) có thể sản xuất nếu đầu vào được sử dụng đầy đủ với sinh khối, đầu vào cố định, cấu trúc tuổi của đàn cá và giai đoạn công nghệ hiện tại.[34]

Hiệu quả kỹ thuật của mỗi tàu của đội tàu được cho là cần thiết để đạt được sản lượng đánh bắt tối đa này. Mức độ sử dụng công suất là kết quả của việc so sánh giữa mức sản lượng thực tế (đầu vào) và sản lượng công suất (đầu vào) của một tàu hoặc một đội tàu. 

## Giảm nhẹ
Để giải quyết các vấn đề của việc đánh bắt quá mức, một cách tiếp cận phòng ngừa và các nguyên tắc quản lý Quy tắc Kiểm soát Thu hoạch (HCR) đã được đưa ra trong các ngành thủy sản chính trên thế giới. Quy ước về màu Đèn giao thông giới thiệu các bộ quy tắc dựa trên các giá trị quan trọng được xác định trước, có thể được điều chỉnh khi có thêm thông tin.
Công ước Liên hợp quốc về Luật Biển hiệp ước đề cập đến các khía cạnh của việc đánh bắt quá mức tại các điều 61, 62 và 65.
- Điều 61 yêu cầu tất cả các quốc gia ven biển phải đảm bảo rằng việc duy trì các nguồn sống trong vùng đặc quyền kinh tế của họ không bị đe dọa bởi việc khai thác quá mức. Bài báo tương tự đề cập đến việc duy trì hoặc phục hồi các quần thể của các loài ở trên mức độ mà sự sinh sản của chúng có thể bị đe dọa nghiêm trọng.
- Điều 62 quy định rằng các quốc gia ven biển: "sẽ thúc đẩy mục tiêu sử dụng tối ưu các nguồn tài nguyên sống trong vùng đặc quyền kinh tế mà không ảnh hưởng đến Điều 61"
- Điều 65 quy định chung về quyền của các quốc gia ven biển trong việc cấm, hạn chế hoặc điều chỉnh việc khai thác các loài thú biển.

Theo một số nhà quan sát, việc đánh bắt quá mức có thể được xem như một ví dụ về bi kịch của những người bình thường; do đó, các giải pháp thích hợp sẽ thúc đẩy quyền tài sản thông qua, ví dụ, tư nhân hóa và nuôi cá. Daniel K. Benjamin, trong cuốn Thủy sản là ví dụ kinh điển về 'Bi kịch của Commons', trích dẫn nghiên cứu của Grafton, Squires và Fox để ủng hộ ý tưởng rằng tư nhân hóa có thể giải quyết vấn đề đánh bắt quá mức: Theo nghiên cứu gần đây về nghề đánh bắt cá bơn ở British Columbia, trong đó các khu chung cư đã được tư nhân hóa ít nhất một phần, các lợi ích kinh tế và sinh thái đáng kể đã mang lại. Có ít thiệt hại hơn đối với nguồn cá, đánh bắt an toàn hơn và cần ít tài nguyên hơn để đạt được một vụ thu hoạch nhất định. " 
Một giải pháp khả thi khác, ít nhất là đối với một số khu vực, là hạn ngạch, hạn chế người đánh bắt ở một số lượng cá cụ thể. Một khả năng triệt để hơn là tuyên bố một số vùng biển nhất định là " vùng cấm " và thực hiện việc đánh bắt ở đó là bất hợp pháp, để cá có thời gian phục hồi và tái sinh.
Để tối đa hóa nguồn lực, một số quốc gia, ví dụ như Bangladesh và Thái Lan, đã cải thiện sự sẵn có của các dịch vụ kế hoạch hóa gia đình. Kết quả là các quần thể nhỏ hơn có ảnh hưởng đến môi trường giảm và nhu cầu lương thực giảm.
Kiểm soát hành vi và nhu cầu của người tiêu dùng là rất quan trọng trong hành động giảm thiểu. Trên toàn thế giới, một số sáng kiến đã xuất hiện để cung cấp cho người tiêu dùng thông tin về tình trạng bảo tồn của các loại hải sản sẵn có cho họ. "Hướng dẫn Hướng dẫn về Cá Tốt" liệt kê một số trong số này.

### Quy định của chính phủ
Nhiều biện pháp quản lý có sẵn để kiểm soát việc đánh bắt quá mức. Các biện pháp này bao gồm hạn ngạch đánh bắt, giới hạn túi, cấp phép, mùa đóng cửa, giới hạn kích thước và tạo ra các khu bảo tồn biển và các khu bảo tồn biển khác.
Một mô hình về sự tương tác giữa cá và ngư dân cho thấy rằng khi một khu vực bị đóng cửa đối với ngư dân, nhưng không có các quy định đánh bắt như hạn ngạch có thể chuyển nhượng cá thể, sản lượng cá tạm thời tăng lên nhưng tổng lượng cá lại giảm, dẫn đến kết quả ngược lại một mong muốn cho nghề cá. Do đó, việc dịch chuyển đội tàu từ địa phương này sang địa phương khác nói chung sẽ ít ảnh hưởng nếu áp dụng cùng một hạn ngạch. Do đó, các biện pháp quản lý như tạm thời đóng cửa hoặc thành lập khu bảo tồn biển của các khu vực đánh bắt không hiệu quả khi không kết hợp với hạn ngạch đánh bắt riêng lẻ. Một vấn đề cố hữu với hạn ngạch là quần thể cá thay đổi theo từng năm. Một nghiên cứu đã phát hiện ra rằng quần thể cá tăng lên đáng kể sau những năm mưa bão do có nhiều chất dinh dưỡng lên bề mặt hơn và do đó sản lượng sơ cấp lớn hơn.  Để đánh bắt cá bền vững, hạn ngạch cần được thay đổi hàng năm để tính đến số lượng cá.
Hạn ngạch có thể chuyển nhượng cá nhân (ITQs) là công cụ hợp lý hóa nghề cá được xác định theo Đạo luật Quản lý và Bảo tồn Thủy sản Magnuson-Stevens như là giấy phép tiếp cận hạn chế để khai thác số lượng cá. Các nhà khoa học thủy sản quyết định số lượng cá tối ưu (tổng sản lượng đánh bắt cho phép) được khai thác trong một nghề cá nhất định. Quyết định xem xét khả năng mang theo, tỷ lệ tái sinh và giá trị tương lai. Theo ITQs, các thành viên của một ngư trường được cấp quyền đối với một tỷ lệ phần trăm của tổng sản lượng được phép đánh bắt có thể được khai thác mỗi năm. Các hạn ngạch này có thể được đánh bắt, mua, bán hoặc cho thuê để sử dụng các loại tàu có chi phí thấp nhất. ITQ được sử dụng ở New Zealand, Úc, Iceland, Canada và Hoa Kỳ.
Năm 2008, một nghiên cứu quy mô lớn về nghề cá sử dụng ITQ so với những nghiên cứu không cung cấp bằng chứng mạnh mẽ rằng ITQ có thể giúp ngăn chặn sự sụp đổ và khôi phục nghề cá có vẻ như đang bị suy giảm.
Trung Quốc cấm đánh bắt cá ở Biển Đông trong một khoảng thời gian mỗi năm.

### Xóa bỏ trợ cấp
Một số nhà khoa học đã kêu gọi chấm dứt trợ cấp cho nghề cá ở biển sâu. Tại các vùng biển quốc tế ngoài vùng đặc quyền kinh tế 200 hải lý của các quốc gia ven biển, nhiều nghề đánh cá không được kiểm soát, và các đội tàu đánh cá cướp bóc ở độ sâu với công nghệ hiện đại. Trong vài giờ, những tấm lưới khổng lồ nặng tới 15 tấn, được kéo dọc theo đáy bằng tàu đánh cá nước sâu, có thể phá hủy san hô biển sâu và các lớp bọt biển đã mất hàng thế kỷ hoặc hàng thiên niên kỷ để phát triển. Những kẻ đánh cá có thể nhắm mục tiêu da cam xù xì, những người bắn lựu đạn hoặc cá mập. Những loài cá này thường sống lâu và trưởng thành muộn, và quần thể của chúng phải mất hàng thập kỷ, thậm chí hàng thế kỷ để phục hồi.

Nhà khoa học thủy sản Daniel Pauly và nhà kinh tế học Ussif Rashid Sumaila đã xem xét các khoản trợ cấp trả cho các đội lưới kéo đáy trên khắp thế giới. Họ phát hiện ra rằng 152 triệu đô la Mỹ mỗi năm được trả cho nghề cá biển sâu. Nếu không có những khoản trợ cấp này, nghề cá biển sâu toàn cầu sẽ thua lỗ 50 triệu đô la Mỹ một năm. Phần lớn các khoản trợ cấp trả cho những người đánh lưới ở biển sâu là trợ cấp cho lượng lớn nhiên liệu cần thiết để đi vượt quá giới hạn 200 dặm và kéo lưới có trọng lượng. 
 "Chắc chắn có một cách tốt hơn để các chính phủ chi tiền hơn là trả trợ cấp cho một đội tàu đốt 1,1 tỷ lít nhiên liệu hàng năm để duy trì sản lượng đánh bắt ít ỏi cá già từ những đàn cá rất dễ bị tổn thương, đồng thời phá hủy môi trường sống của chúng trong quá trình này" - Pauly.

 "Việc loại bỏ các khoản trợ cấp toàn cầu sẽ khiến các đội tàu này trở nên không khả thi về mặt kinh tế và sẽ giảm bớt áp lực to lớn đối với việc đánh bắt quá mức và các hệ sinh thái biển sâu dễ bị tổn thương" - Sumaila.  

### Giảm thiểu tác động đánh bắt cá
Các kỹ thuật đánh bắt có thể được thay đổi để giảm thiểu đánh bắt cá và giảm tác động đến sinh cảnh biển. Các kỹ thuật này bao gồm sử dụng các loại thiết bị khác nhau tùy thuộc vào loài mục tiêu và loại môi trường sống. Ví dụ, một lưới có lỗ lớn hơn sẽ cho phép những con cá có kích thước nhỏ hơn tránh bị bắt. Thiết bị loại trừ rùa (TED) cho phép rùa biển và các loài động vật lớn khác thoát khỏi lưới kéo tôm. Tránh đánh bắt cá ở các bãi đẻ có thể tạo điều kiện cho đàn cá xây dựng lại bằng cách tạo cơ hội cho cá trưởng thành sinh sản.

### Nuôi trồng thủy sản

Theo báo cáo của FAO, thu hoạch toàn cầu của các sinh vật thủy sinh hàng triệu tấn, 1950–2010.

Nuôi trồng thủy sản liên quan đến việc nuôi cá trong điều kiện nuôi nhốt. Cách tiếp cận này có hiệu quả tư nhân hóa nguồn cá và tạo ra động lực cho người nông dân bảo tồn đàn cá của họ. Nó cũng làm giảm tác động đến môi trường. Tuy nhiên, nuôi cá ăn thịt, chẳng hạn như cá hồi, không phải lúc nào cũng làm giảm áp lực đối với thủy sản hoang dã, vì cá nuôi ăn thịt thường được cho ăn bột cá và dầu cá chiết xuất từ thức ăn tự nhiên.
Nuôi trồng thủy sản đóng một vai trò nhỏ trong việc khai thác các sinh vật biển cho đến những năm 1970. Tăng trưởng trong nuôi trồng thủy sản tăng nhanh trong những năm 1990 khi tỷ lệ đánh bắt tự nhiên ở mức cao. Nuôi trồng thủy sản hiện cung cấp khoảng một nửa tổng số sinh vật thủy sinh được thu hoạch. Tỷ lệ sản xuất nuôi trồng thủy sản tiếp tục tăng trong khi thu hoạch tự nhiên vẫn ổn định.
Nuôi cá có thể bao gồm toàn bộ chu kỳ sinh sản của cá, với cá được nuôi trong điều kiện nuôi nhốt. Một số loài cá tỏ ra khó sinh sản trong điều kiện nuôi nhốt và có thể bị bắt trong tự nhiên khi còn nhỏ và mang về nuôi nhốt để tăng trọng lượng của chúng. Với tiến bộ khoa học, ngày càng có nhiều loài được sinh sản trong điều kiện nuôi nhốt. Đây là trường hợp của cá ngừ vây xanh phương nam, lần đầu tiên được nuôi trong điều kiện nuôi nhốt vào năm 2009.

### Nhận thức của người tiêu dùng
Khi công dân toàn cầu nhận thức rõ hơn về việc đánh bắt quá mức và sự tàn phá sinh thái của các đại dương, các phong trào đã nổi lên để khuyến khích kiêng  —không ăn bất kỳ loại hải sản nào — hoặc chỉ ăn "hải sản bền vững".
Thủy sản bền vững là một phong trào đã có động lực khi ngày càng có nhiều người nhận thức được các phương pháp đánh bắt quá mức và hủy hoại môi trường. Hải sản bền vững là hải sản từ các nguồn đánh bắt hoặc nuôi trồng có thể duy trì hoặc tăng sản lượng trong tương lai mà không gây nguy hiểm cho các hệ sinh thái mà từ đó nó được thu nhận. Nhìn chung, những loài cá chậm lớn sinh sản muộn, chẳng hạn như cá nhám da cam, rất dễ bị đánh bắt quá mức. Các loài hải sản lớn nhanh và sinh sản non, chẳng hạn như cá cơm và cá mòi, có khả năng chống đánh bắt quá mức tốt hơn nhiều. Một số tổ chức, bao gồm Hội đồng Quản lý Hàng hải (MSC) và Bạn của Biển, chứng nhận nghề đánh bắt hải sản là bền vững. 

Hội đồng Quản lý Hàng hải đã phát triển một tiêu chuẩn môi trường cho nghề cá bền vững và được quản lý tốt. Thực hành và quản lý thủy sản có trách nhiệm với môi trường được khen thưởng bằng việc sử dụng nhãn điện tử sản phẩm màu xanh lam của nó. Người tiêu dùng lo ngại về việc đánh bắt quá mức và hậu quả của nó ngày càng có khả năng lựa chọn các sản phẩm thủy sản đã được đánh giá độc lập theo tiêu chuẩn môi trường của MSC. Điều này cho phép người tiêu dùng đóng góp một phần trong việc đảo ngược sự suy giảm của trữ lượng cá. Tính đến tháng 2 năm 2012, hơn 100 nghề cá trên khắp thế giới đã được đánh giá độc lập và được chứng nhận là đáp ứng tiêu chuẩn MSC. Trang nơi mua của họ liệt kê các loại hải sản được chứng nhận hiện có. Tính đến tháng 2 năm 2012, hơn 13.000 sản phẩm dán nhãn MSC đã có mặt tại 74 quốc gia trên thế giới. Fish & Kids là một dự án MSC để dạy học sinh về các vấn đề môi trường biển, bao gồm cả việc đánh bắt quá mức.
Chương trình Theo dõi Hải sản của Thủy cung Vịnh Monterey, mặc dù không phải là cơ quan chứng nhận chính thức như MSC, nhưng cũng cung cấp hướng dẫn về tính bền vững của một số loài cá nhất định. Một số nhà hàng hải sản đã bắt đầu cung cấp các lựa chọn hải sản bền vững hơn. Liên minh Lựa chọn Hải sản  là một tổ chức có các thành viên bao gồm các đầu bếp phục vụ hải sản bền vững tại cơ sở của họ. Tại Hoa Kỳ, Đạo luật Thủy sản Bền vững xác định các thực hành bền vững thông qua các tiêu chuẩn quốc gia. Mặc dù không có cơ quan chứng nhận chính thức như MSC, Cơ quan Quản lý Khí quyển và Đại dương Quốc gia đã tạo ra FishWatch để giúp hướng dẫn người tiêu dùng liên quan đến các lựa chọn thủy sản bền vững.
Vào tháng 9 năm 2016, sự hợp tác của Google với Oceana và Skytruth đã giới thiệu Global Fishing Watch, một trang web được thiết kế để hỗ trợ công dân trên toàn cầu giám sát các hoạt động đánh bắt cá.

## Rào cản đối với quản lý hiệu quả
Ngành đánh bắt cá có động cơ tài chính mạnh mẽ để phản đối một số biện pháp nhằm cải thiện tính bền vững của nguồn cá. Người câu cá giải trí cũng quan tâm đến việc duy trì khả năng tiếp cận nguồn cá. Điều này dẫn đến việc vận động hành lang rộng rãi cản trở hoặc làm giảm các chính sách của chính phủ với  ngăn chặn việc đánh bắt quá mức.
Ngoài vùng đặc quyền kinh tế của các quốc gia thì việc đánh bắt cá rất khó để kiểm soát. Bởi vì, các tàu đánh cá lớn trên đại dương được tự do khai thác nguồn cá theo ý muốn.

Tại các vùng biển là đối tượng của sự tranh chấp lãnh thổ của các quốc gia thì họ còn đặc biệt  tích cực khuyến khích đánh bắt quá mức. Một ví dụ đáng chú ý là các cuộc chiến tranh cá tuyết nơi Anh sử dụng hải quân để bảo vệ các tàu đánh cá của họ đánh bắt cá trong vùng đặc quyền kinh tế của Iceland.    Cá có tính nhất thời cao. Nhiều loài sẽ tự do di chuyển qua các khu vực pháp lý khác nhau. Bởi vậy, những nỗ lực bảo tồn của một quốc gia sau đó có thể được khai thác bởi quốc gia khác.
Trong khi, các chính phủ tạo ra các quy định để kiểm soát hành vi của người dân nhưng điều này vẫn có thể bị phá hoại bởi hoạt động đánh bắt bất hợp pháp. Các ước tính về quy mô của vụ đánh bắt bất hợp pháp nằm trong khoảng từ 11 đến 26 triệu tấn, chiếm 14-33% sản lượng khai thác được báo cáo của thế giới. Đánh bắt bất hợp pháp được thể hiện ở nhiều hình thức. Ở một số nước đang phát triển, một số lượng lớn người nghèo phụ thuộc vào nghề đánh bắt cá. Nó có thể gây khó khăn trong việc điều chỉnh loại hình đánh bắt quá mức này, đặc biệt là nếu các chính phủ yếu kém. Ngay cả trong môi trường được quản lý, đánh bắt cá bất hợp pháp cũng có thể xảy ra bình thường. Trong khi đánh bắt công nghiệp thường được kiểm soát hiệu quả, các ngư dân quy mô nhỏ hơn và các hoạt động giải trí thường có thể vi phạm các quy định như giới hạn túi và đóng cửa theo mùa. Ngư dân cũng có thể dễ dàng đánh bắt một cách bất hợp pháp bằng cách làm những việc như khai báo ít hơn số lượng cá họ đánh bắt được thực tế hoặc báo cáo sai loại cá họ đánh bắt được. Có một vấn đề lớn với việc giám sát hoạt động đánh bắt bất hợp pháp. Năm 2001, Tổ chức Nông lương LHQ (FAO), đã thông qua Kế hoạch Hành động Quốc tế nhằm Ngăn chặn, Xác định và Loại bỏ Đánh bắt Bất hợp pháp, Không Báo cáo và Không được Kiểm soát (IPOA-IUU). Đây là một thỏa thuận với ý định ngăn chặn các quốc gia có cảng cho phép tàu thuyền cập cảng tham gia đánh bắt bất hợp pháp, không báo cáo hoặc không theo quy định. Nó cũng cung cấp thông tin chi tiết cho các quốc gia cảng về các biện pháp hiệu quả trong việc kiểm tra và báo cáo việc đánh bắt bất hợp pháp. Một số hoạt động đánh bắt bất hợp pháp diễn ra trên quy mô công nghiệp với các hoạt động thương mại được tài trợ. 

Vấn đề năng lực đánh bắt không chỉ liên quan đến việc bảo tồn nguồn cá mà còn liên quan đến tính bền vững của hoạt động đánh bắt. Nguyên nhân của vấn đề đánh bắt được tìm thấy trong chế độ quyền tài sản của các nguồn đánh bắt. Khai thác quá mức và tiêu tốn tiền thuê của ngư dân phát sinh trong nghề cá mở cửa như được trình bày trong Gordon.
Trong các nguồn tài nguyên tiếp cận mở như nguồn cá, trong trường hợp không có một hệ thống như hạn ngạch có thể chuyển nhượng cá nhân, việc không thể loại trừ những người khác sẽ kích thích những ngư dân muốn tăng sản lượng khai thác để làm điều đó một cách hiệu quả bằng cách lấy phần của người khác, tăng cường cạnh tranh. Bi kịch này của các nhà chung kích thích quá trình vốn hóa khiến họ phải tăng chi phí cho đến khi bằng với doanh thu của mình, tiêu tan hoàn toàn tiền thuê.     

### Sự phản kháng của ngư dân
Luôn có sự bất đồng giữa ngư dân và các nhà khoa học của chính phủ... Hãy tưởng tượng một khu vực biển được đánh giá cao trong hình dạng của một sân khúc côn cầu với lưới ở hai đầu. Một số ít cá còn lại trong đó sẽ tập trung xung quanh các mục tiêu vì cá thích môi trường sống có cấu trúc. Các nhà khoa học sẽ khảo sát toàn bộ cánh đồng, thực hiện nhiều cuộc mua bán không thành công và kết luận rằng nó chứa ít cá. Các ngư dân sẽ đi đến các mục tiêu, bắt những con cá xung quanh họ, và nói rằng các nhà khoa học không biết họ đang nói về cái gì. Ấn tượng chủ quan của ngư dân là luôn có nhiều cá - bởi vì họ chỉ đến những nơi vẫn còn cá... các nhà khoa học thủy sản khảo sát và so sánh toàn bộ khu vực, không chỉ các điểm đánh bắt năng suất. - Nhà khoa học thủy sản Daniel Pauly  